# Автошлях Т 0435
Автошля́х Т 0435 — автомобільний шлях територіального значення у Дніпропетровській області. Пролягає територією Нікопольського і Томаківського район районів від перетину з Т 0432 через Новоіванівку — Марганець — Вищетарасівку. Загальна довжина — 70,8 км.

## Маршрут
Автошлях проходить через такі населені пункти:
| Автошлях Т 0435          |        |
| Дніпропетровська область |        |
| Нікопольський район      |        |
|                          | Т 0432 |
| Голубівку                |        |
| Довгівка                 |        |
| Криничувате              |        |
| Веселе                   |        |
| Лукіївка                 |        |
| Новоіванівка             |        |
| Дмитрівка                | Р73    |
| Борисівка                |        |
| Максимівка               |        |
| Марганець                | Н23    |
| Томаківський район       |        |
| Іллінка                  |        |
| Добра Надія              |        |
| Новокиївка               |        |
| Вищетарасівка            | Т 0420 |